# 普法尔茨地区兰布雷希特
普法尔茨地区兰布雷希特（德語：Lambrecht (Pfalz)），简称兰布雷希特（德語：Lambrecht (Pfalz)，發音：[ˈlambʁɛçt] ⓘ），是德国莱茵兰-普法尔茨州巴特迪克海姆县的城市，面积8.32平方千米，2023年12月31日人口为4,131人。